# 猿投神社
猿投神社（さなげじんじゃ）は、愛知県豊田市にある神社。式内社、三河国三宮で、旧社格は県社。猿投山の麓に鎮座する。

## 祭神
主祭神
- 大碓命 （おおうすのみこと）

配祀神
- 景行天皇 - 第12代。大碓命の父
- 垂仁天皇 - 第11代。大碓命の祖父

※ ただし大碓命が主祭神とされたのは近世以降で、それ以前は猿田彦命、吉備武彦、気入彦命、佐伯命、頬那芸神、大伴武日命など諸説があった。元々は猿投山の神を祀ったものとみられる。

## 歴史

### 創建
『日本書紀』には、大碓命は景行天皇に東征を命じられたが、これを恐れて逃亡したため美濃国に封じられたとある。宝亀10年（779年）に編纂された縁起書によれば、大碓命は景行天皇52年に猿投山中で蛇毒のために42歳で死去し、山上に葬られたという。猿投山西峯にある西宮の背後に大碓命の墓がある。
社伝によれば、仲哀天皇元年に勅願により現在地に創建されたという。

### 概史
国史の初見は、『日本文徳天皇実録』の仁寿元年（851年）10月7日条、従五位下の神階を授けるという記述である。『延喜式神名帳』では「参河国賀茂郡 狭投神社」と記載され、小社に列している。また、三河国の三宮とされたという。建治元年（1175年）には最高位の正一位に達した。
天文3年（1534年） 6月22日、松平清康によって攻撃され、９つの堂塔が焼失。その後、梅坪城主の三宅氏や那須氏などが再建した。
永禄4年（1561年）に織田信長が三河の高橋荘を支配下に入れると、猿投神社を保護した。
明治5年（1872年）9月、近代社格制度において県社に列格し、式内社・広沢天神社などを合祀した（広沢天神社は後に分祀し摂社となった）。国幣小社への昇格が内定していたが、昇格される前に第二次世界大戦終戦により社格制度廃止となった。

### 神階
表記はいずれも「狭投神」。
- 仁寿元年（851年）10月7日、従五位下 （『日本文徳天皇実録』）
- 貞観6年（864年）2月19日、従五位上 （『日本三代実録』）
- 貞観12年（870年）8月28日、正五位下 （『日本三代実録』）
- 貞観18年（876年）6月8日、正五位下 （『日本三代実録』） - 原文ママ
- 元慶元年（877年）閏2月26日、正五位上から従四位下 （『日本三代実録』）

## 信仰
古来より「左鎌」を奉納して祈願する習慣がある。由来は不詳であるが、古老の伝によれば、双生児は一方が左利きであり、祭神・大碓命は小碓命（日本武尊）と双生児であったので左利きであるとされ、大碓命が当地の開拓に使ったであろう左鎌が奉納されるようになったという。現在では、左鎌をかたどった板が奉納されている。
毎年10月には、愛知県指定無形民俗文化財棒の手が披露・奉納される。

## 境内
猿投山の麓に本社、猿投山東峯に東宮、西峯に西宮がある。

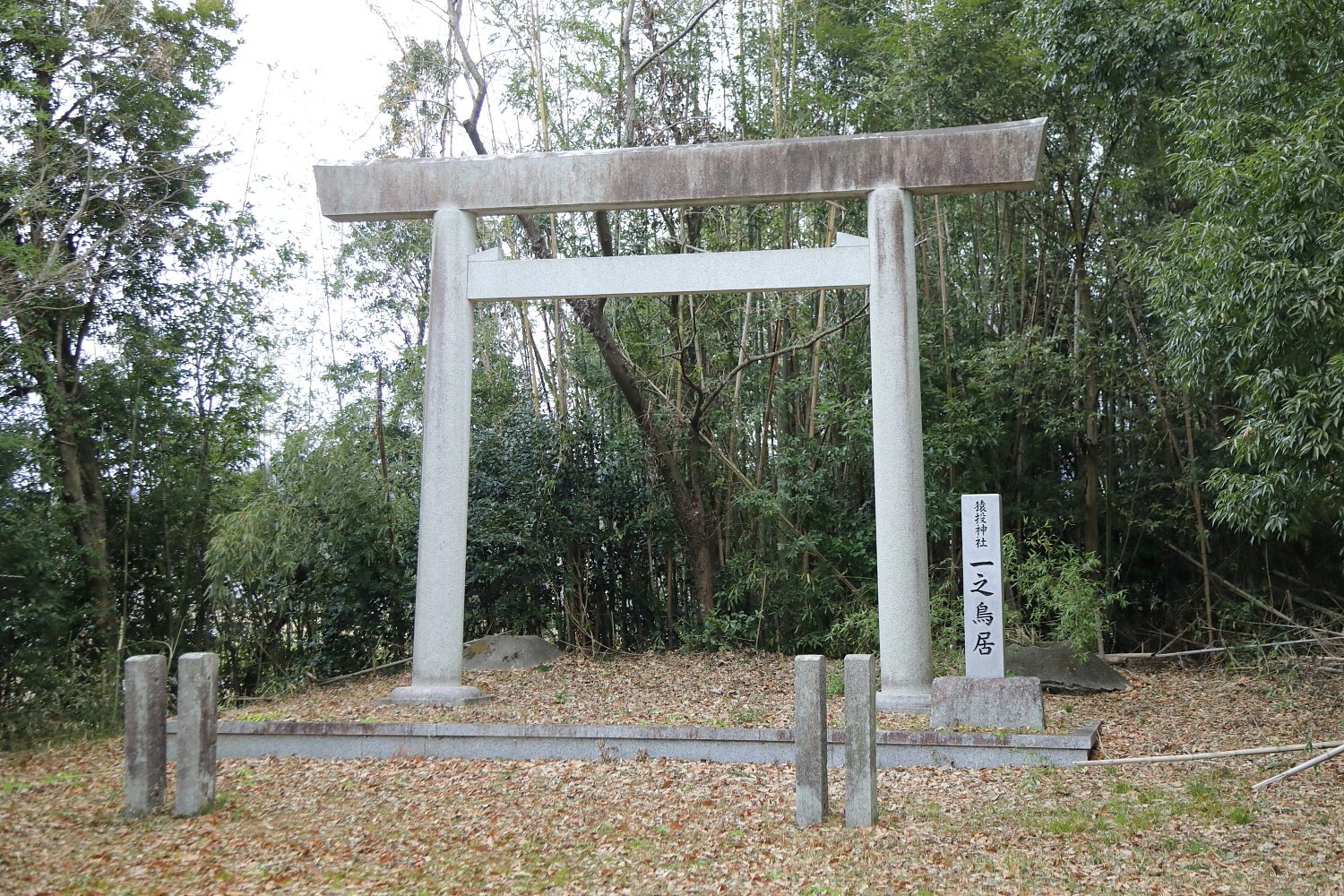
一の鳥居 （2019年（平成31年）2月）
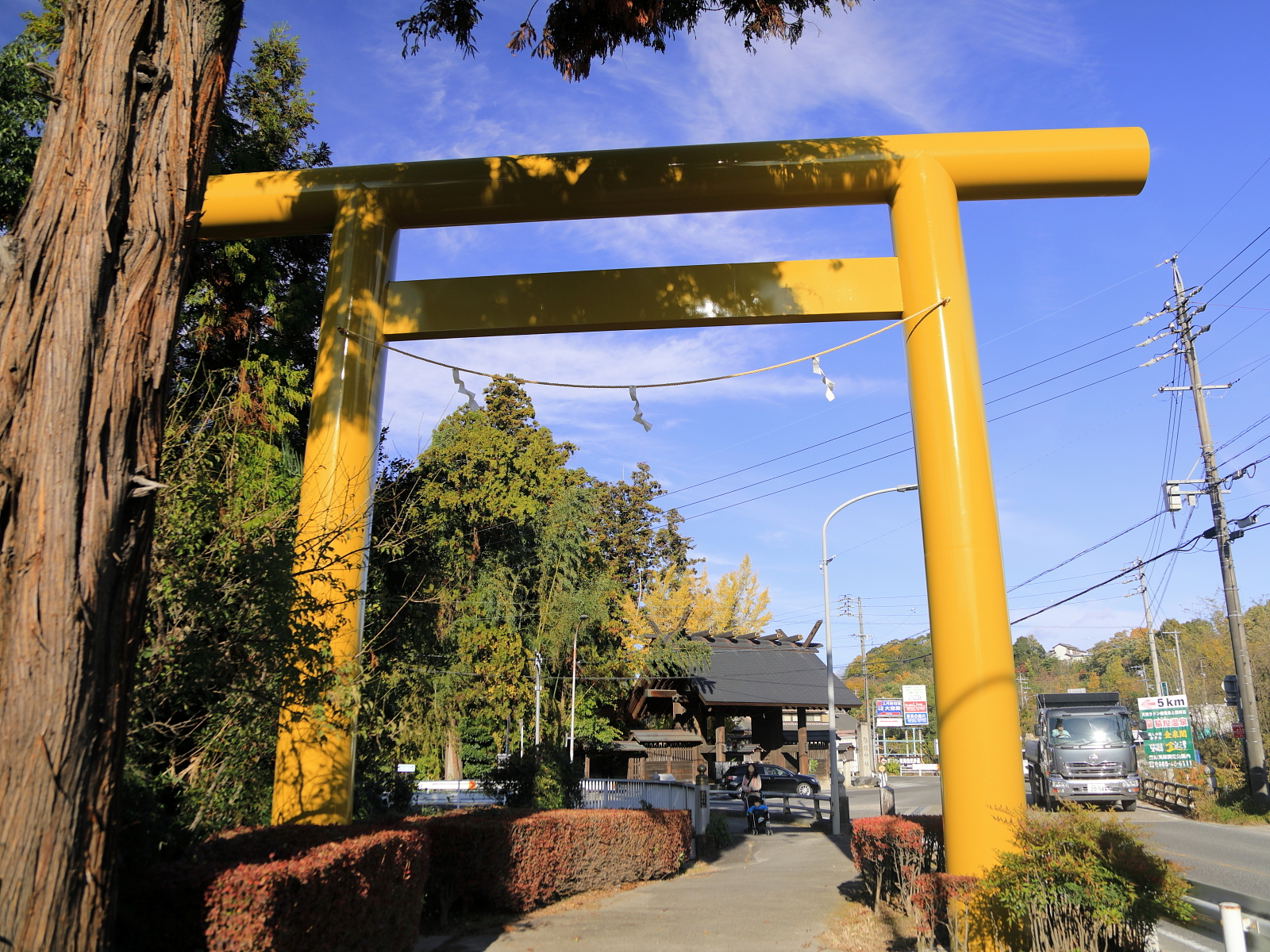
二の鳥居 （2018年（平成30年）11月）
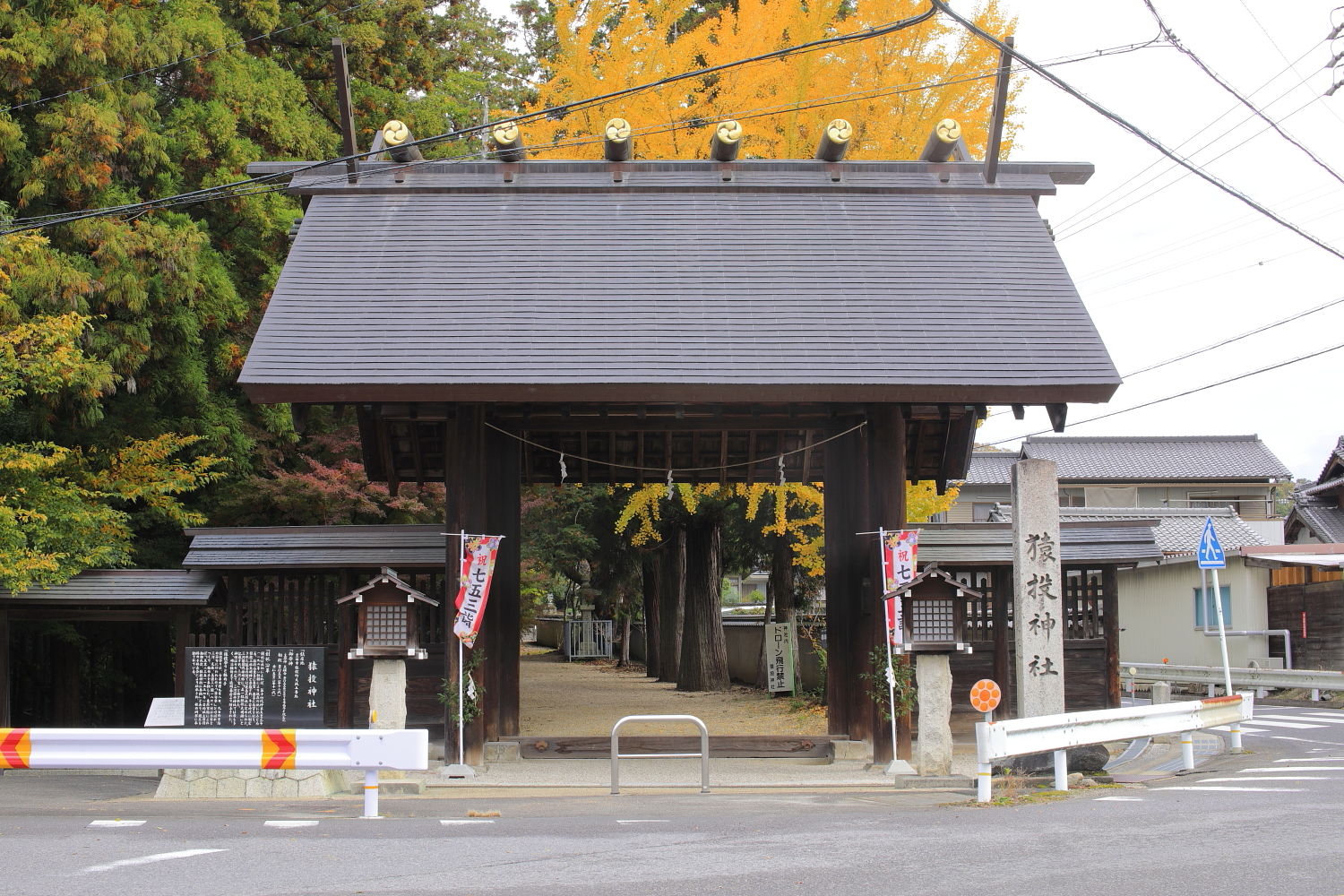
総門 （2019年（令和元年）11月）
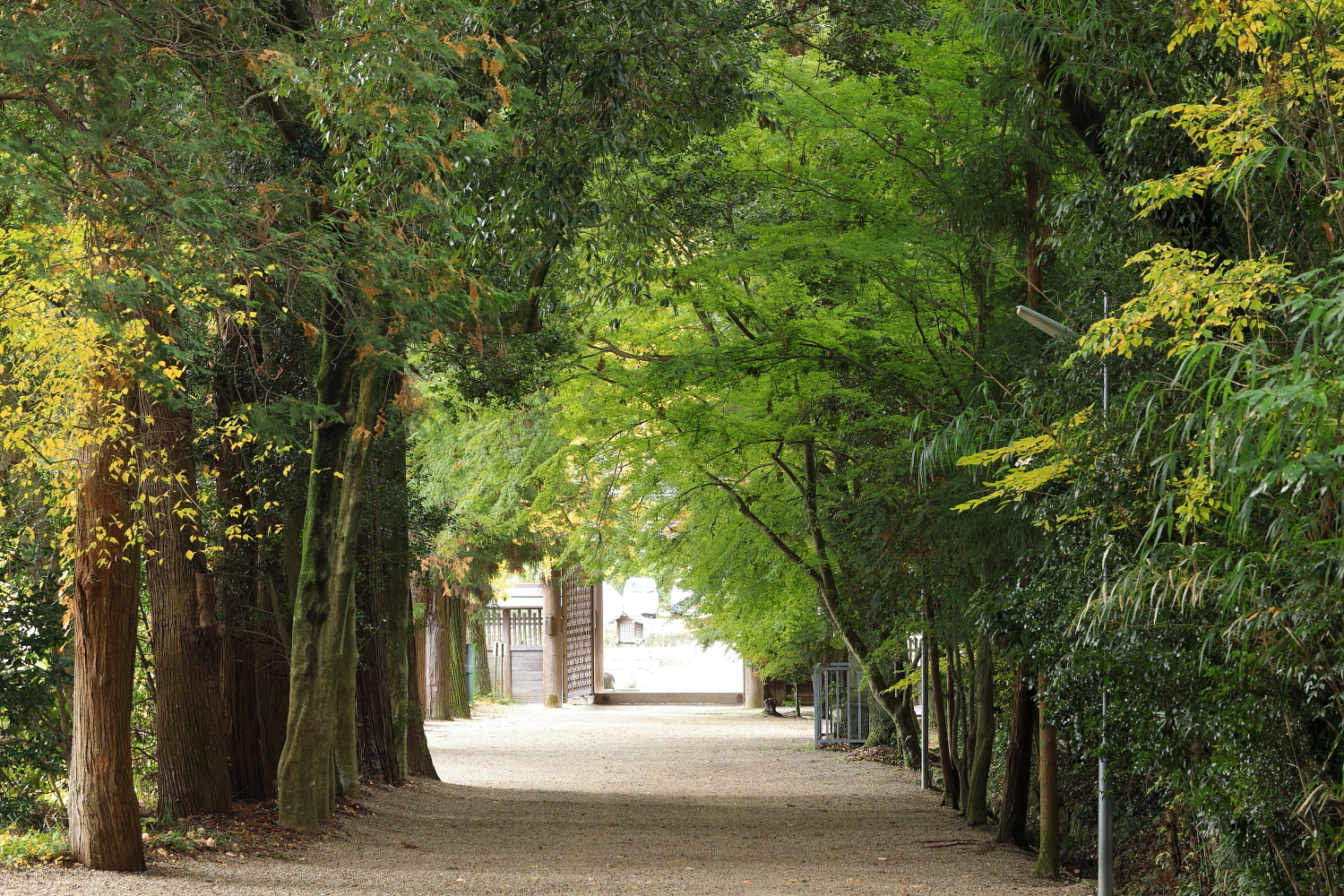
参道 （2019年（令和元年）11月）
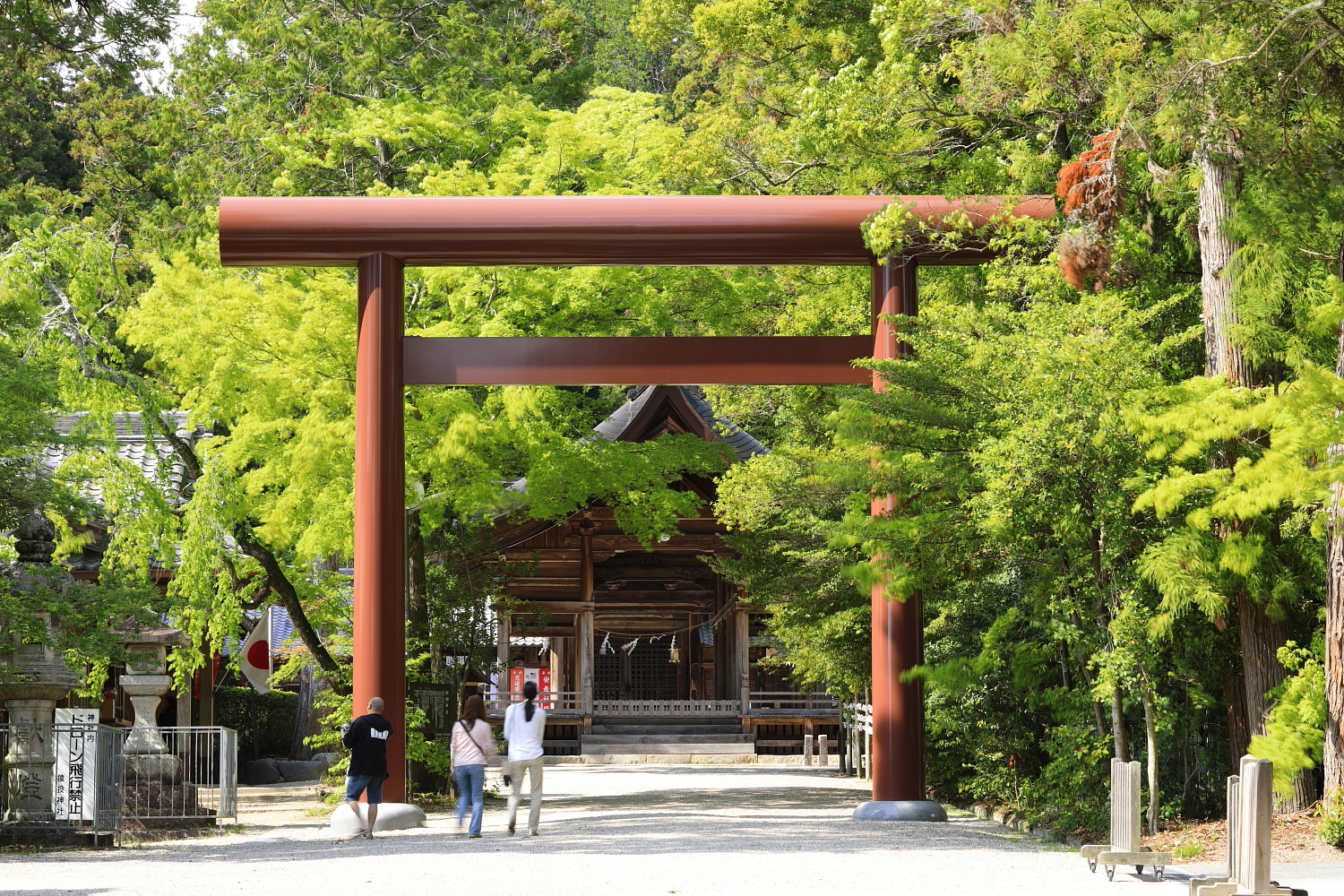
三の鳥居 （2019年（令和元年）11月）
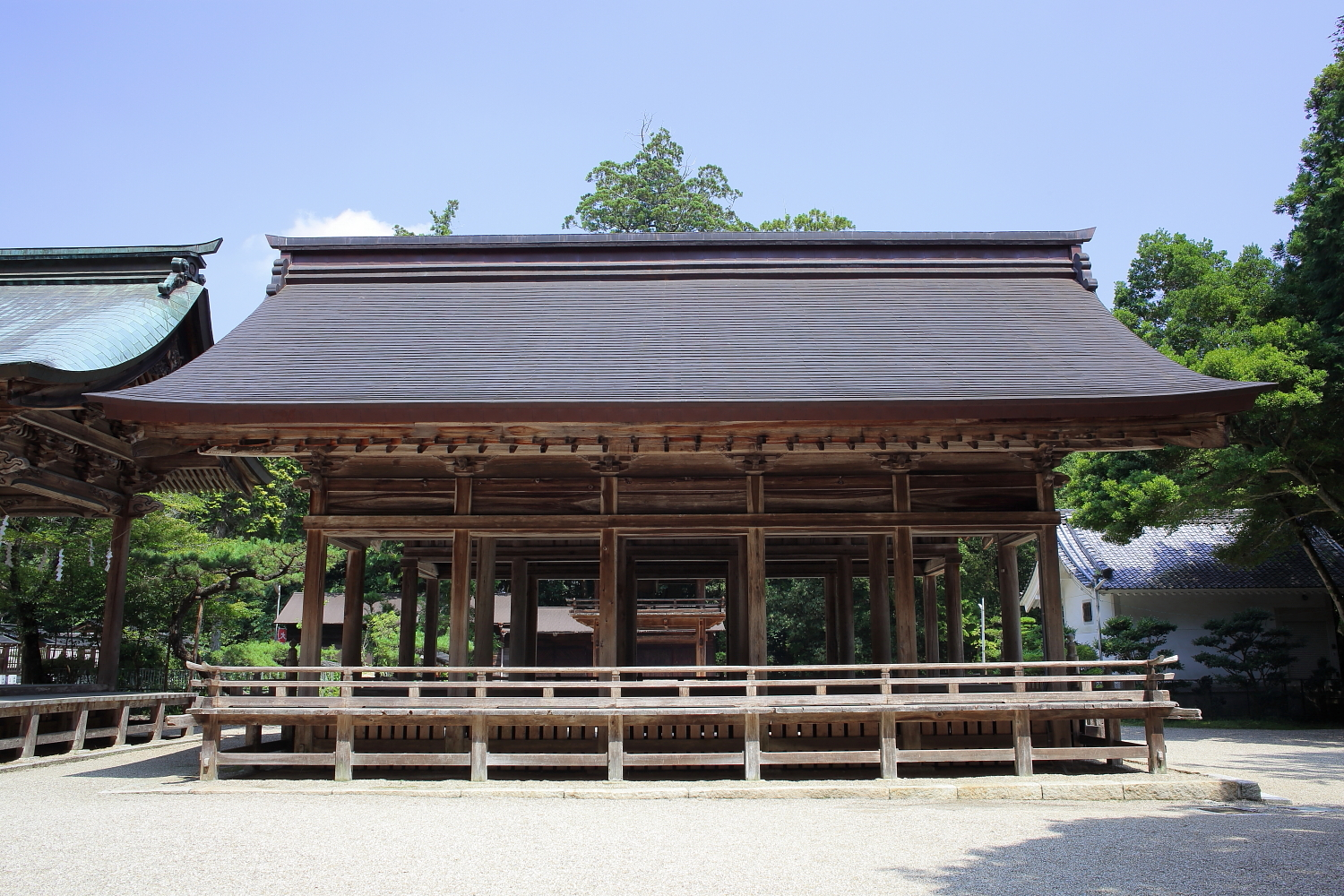
拝殿 （2013年（平成25年）7月）
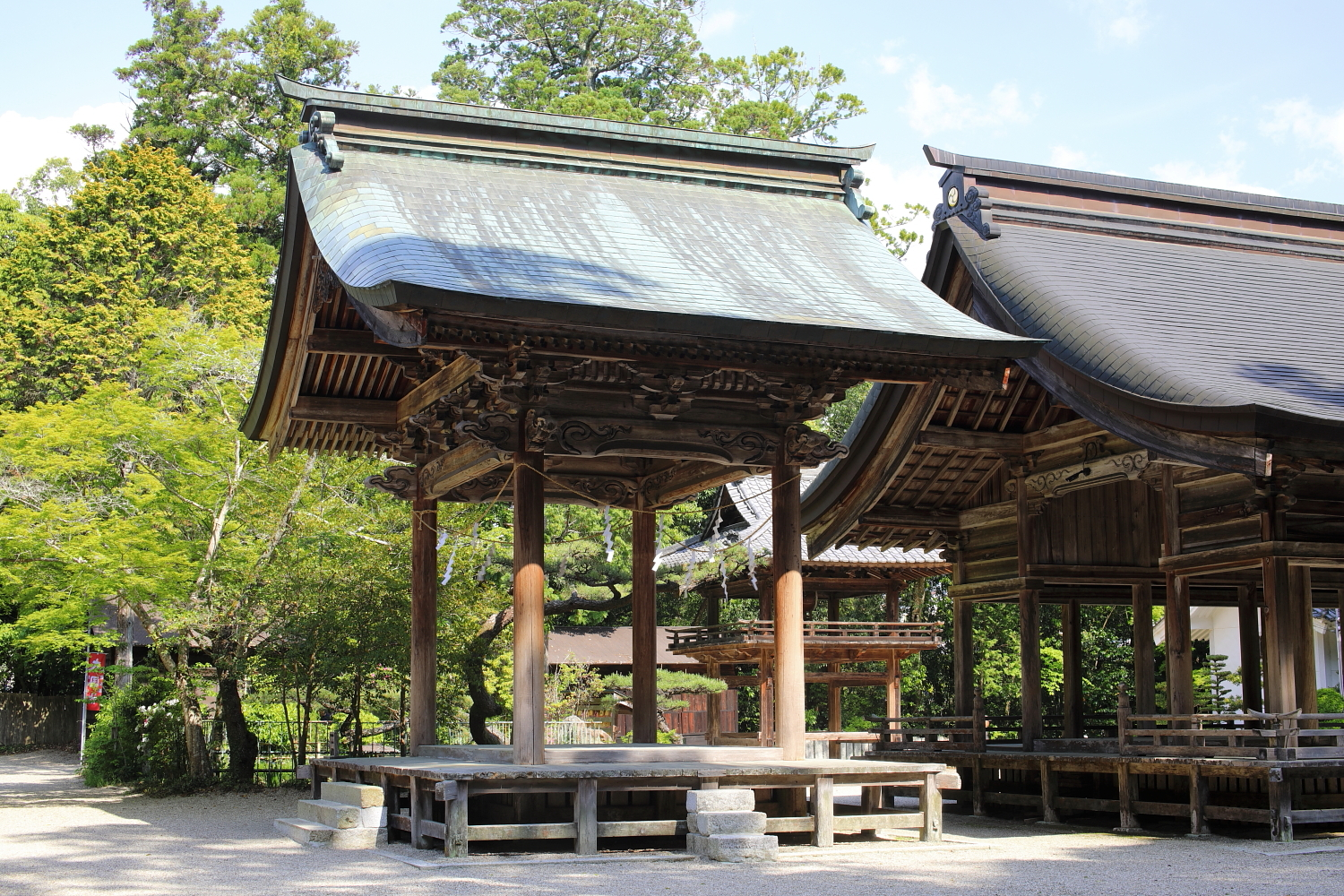
四方殿 （2019年（令和元年）5月）
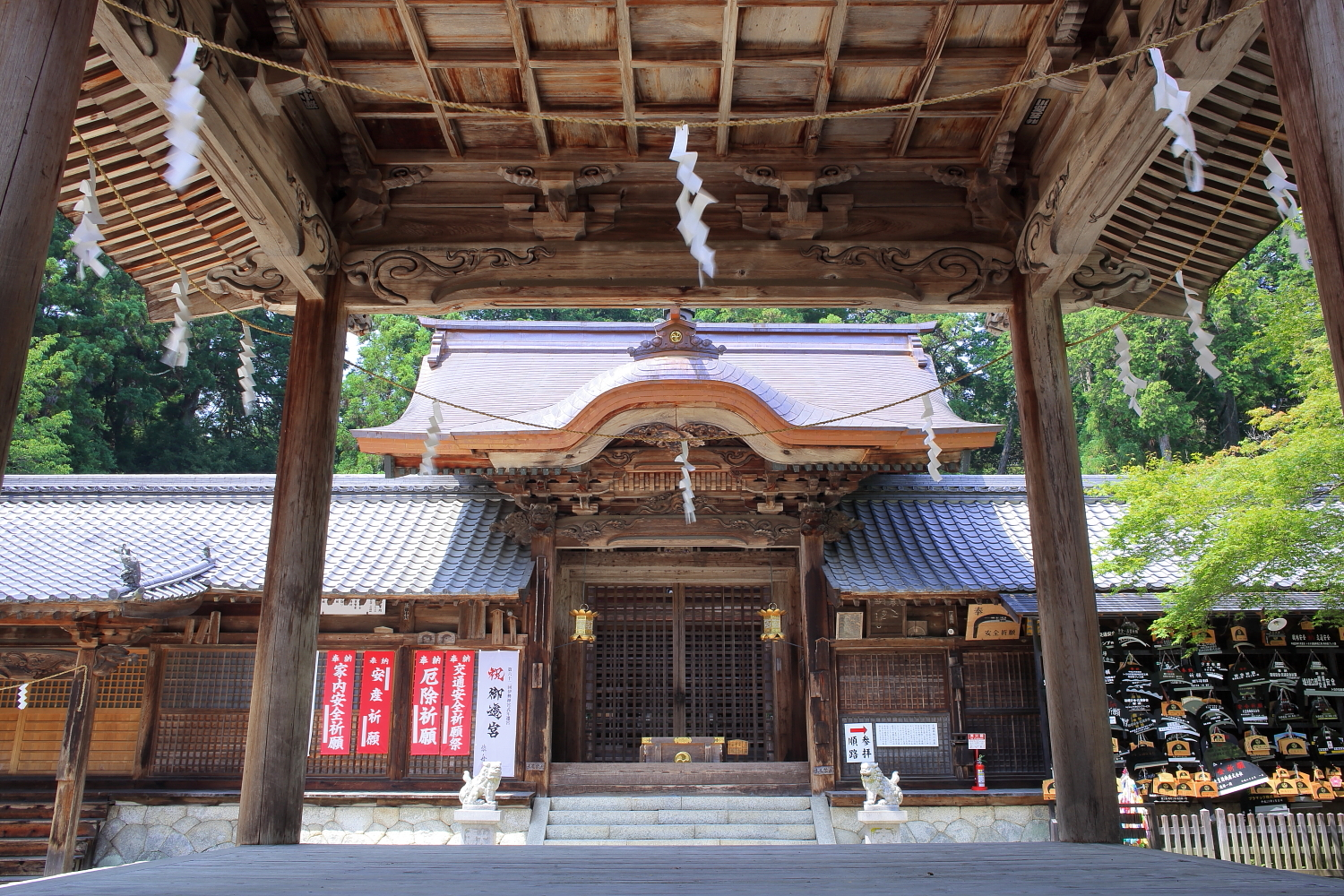
四方殿内部より中門を望む （2013年（平成25年）7月）
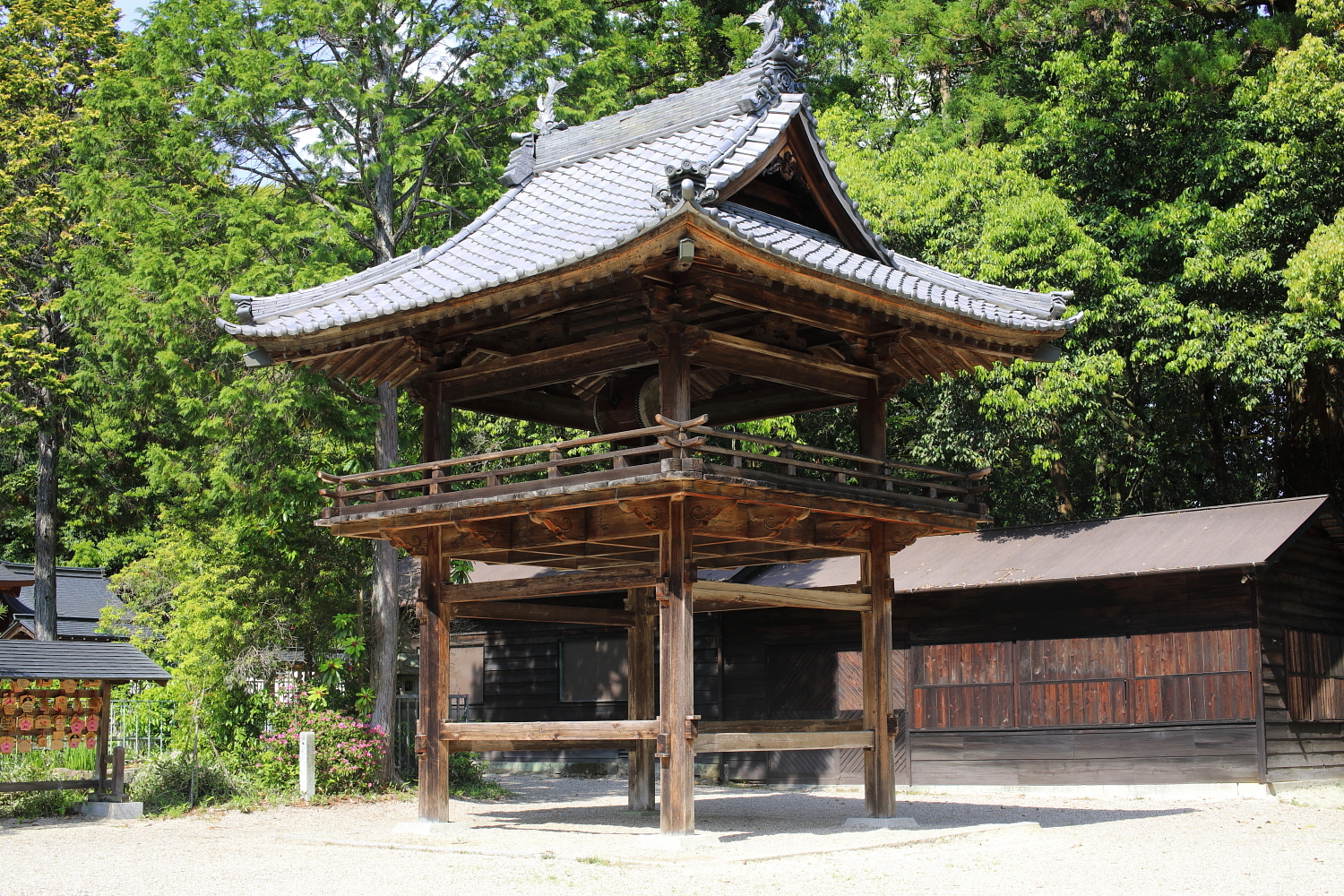
太鼓楼 （2019年（令和元年）5月）
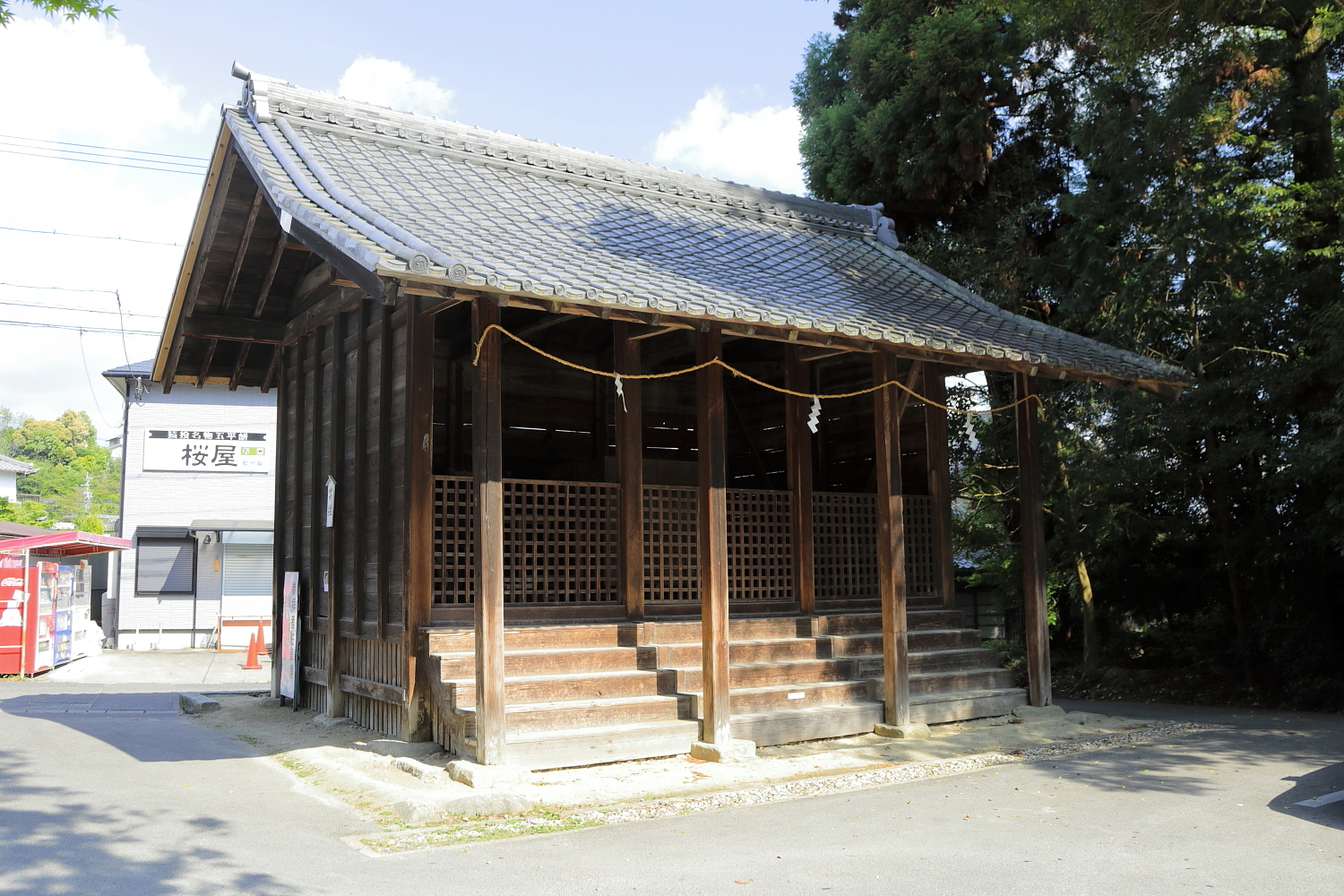
神輿殿 （2019年（令和元年）5月）
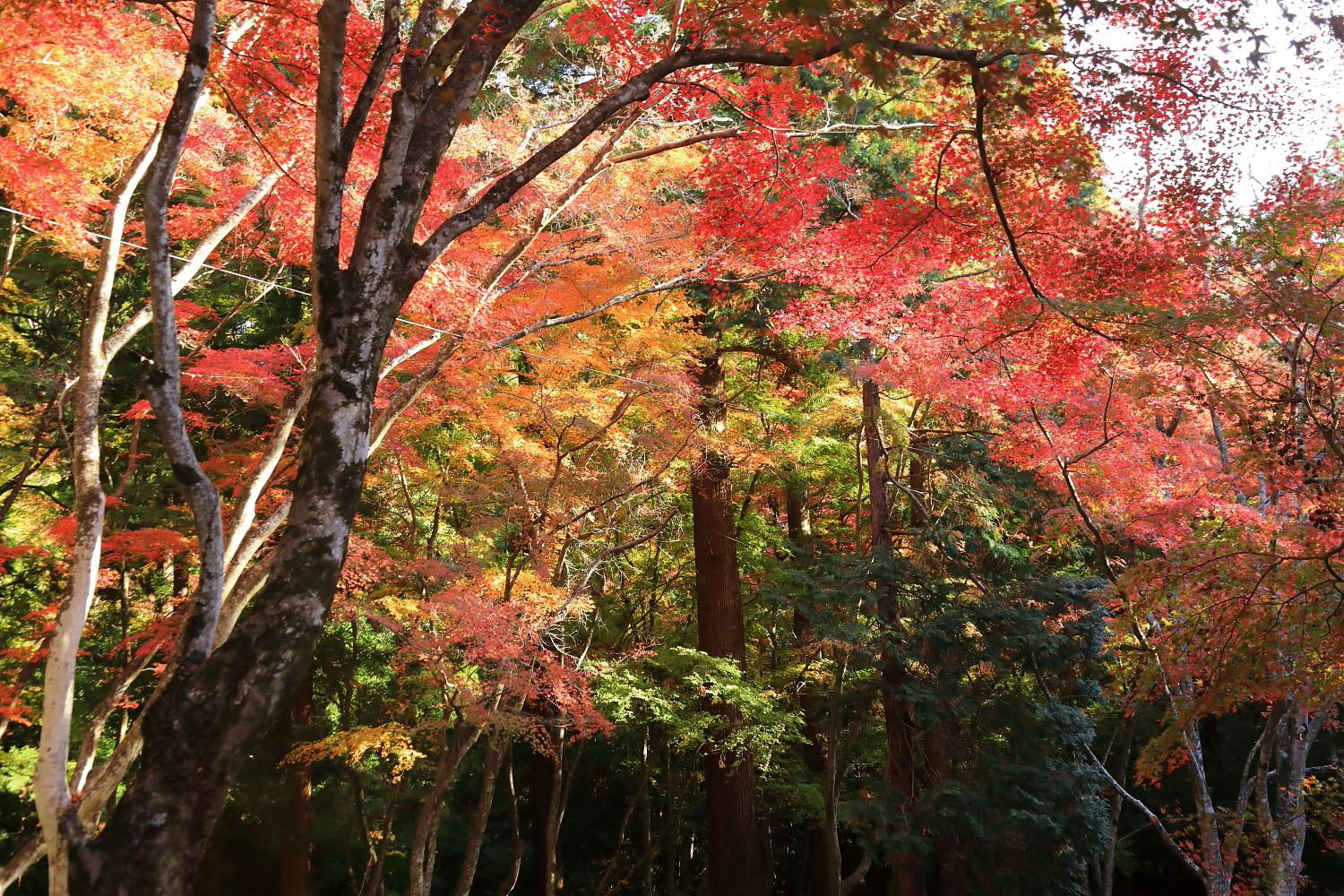
猿投神社紅葉林 （2018年（平成30年）11月）
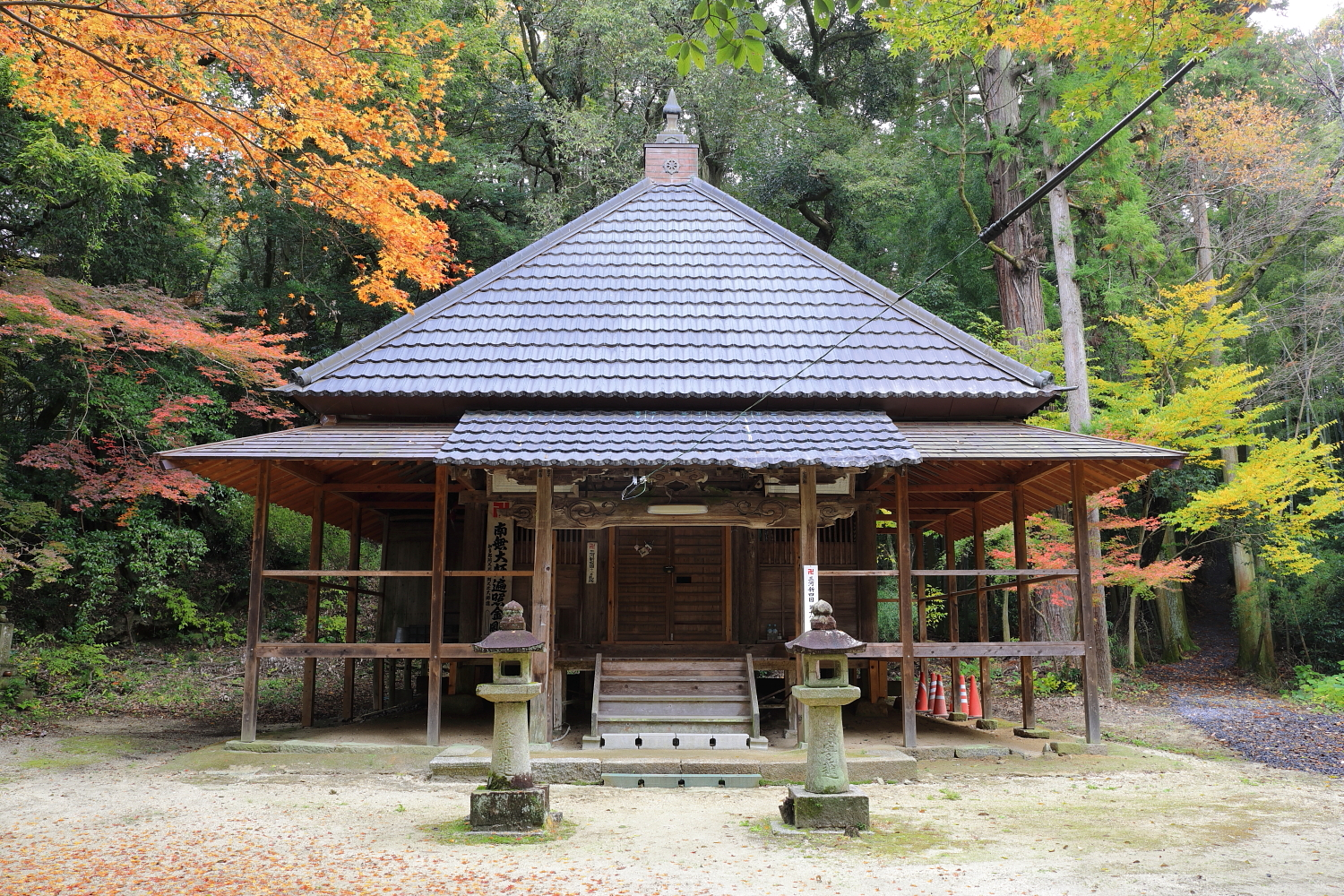
山中観音堂 （2019年（令和元年）11月）
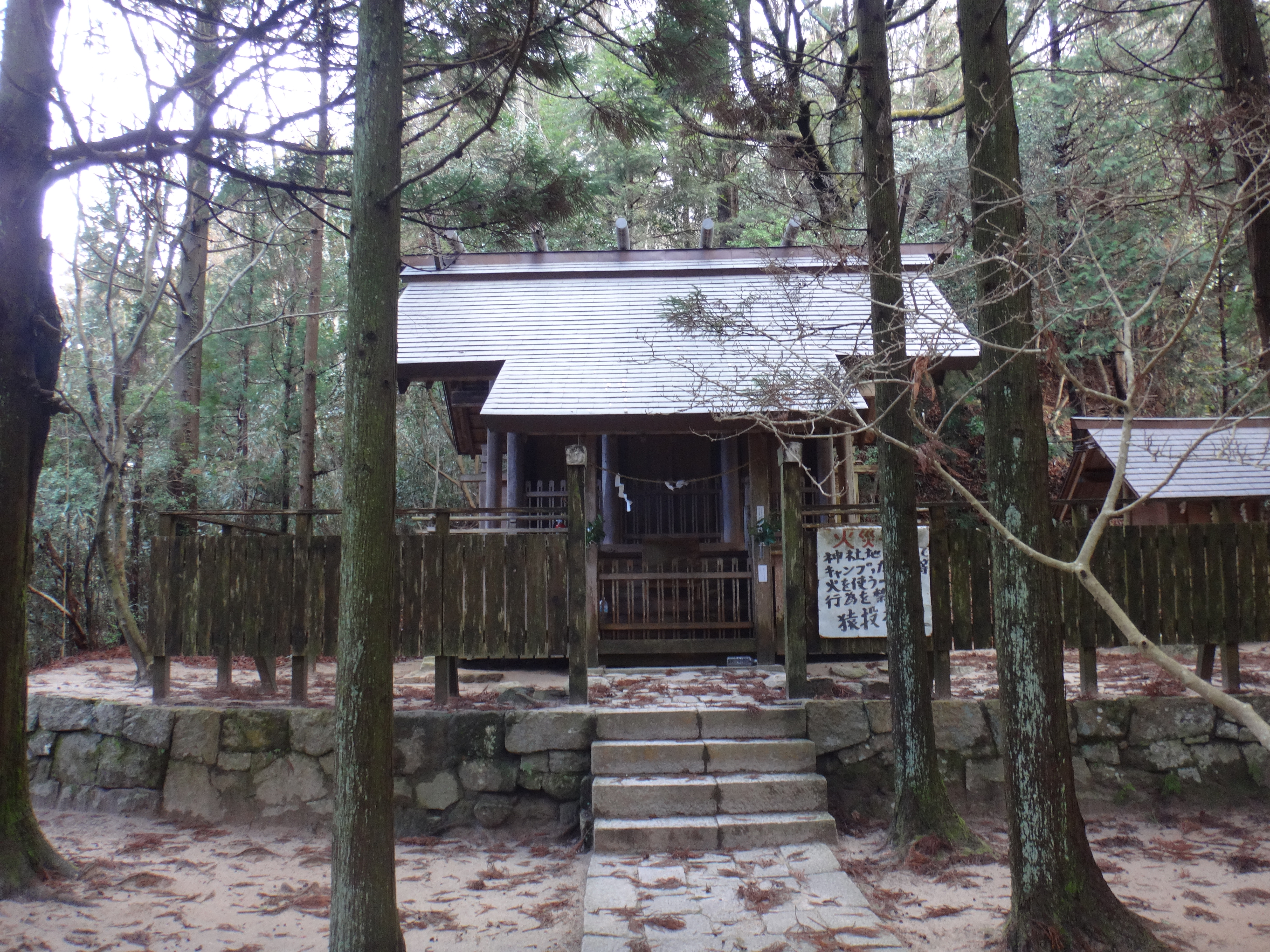
東宮 （2016年（平成28年）12月）
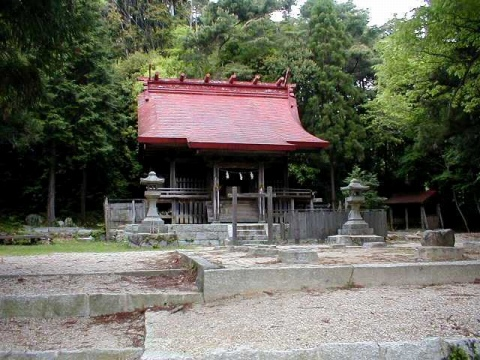
西宮 （2002年（平成14年）4月）

## 摂末社
- 塞神社
- 広沢天神社 - 式内社「広沢神社」
- 御鍬社
- 洲原社
- 御嶽社
- 建速神社
- 秋葉社
- 厳島社

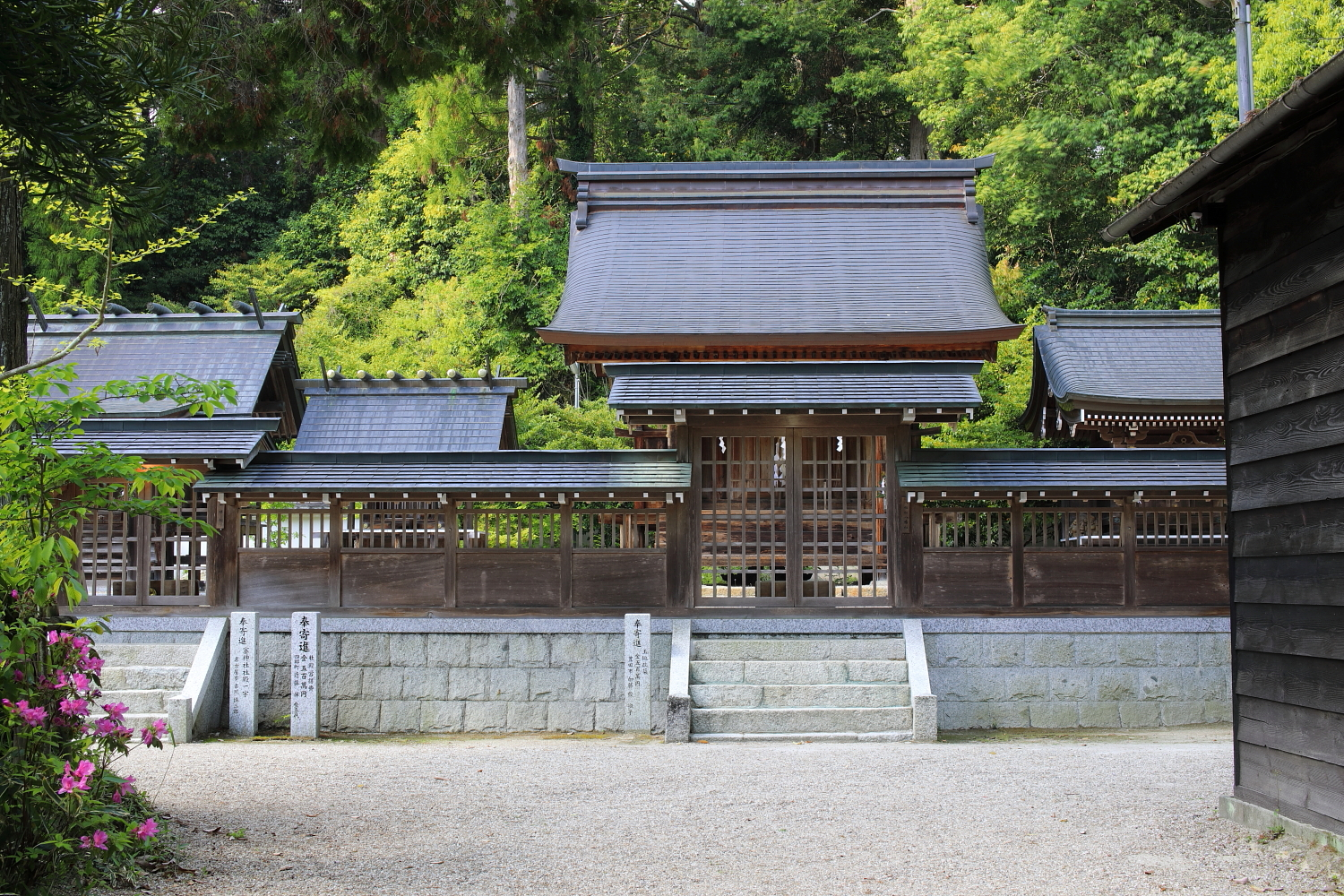
画像左（西）より熱田社、塞神社、八柱神社、大国社 （2019年（令和元年）5月）
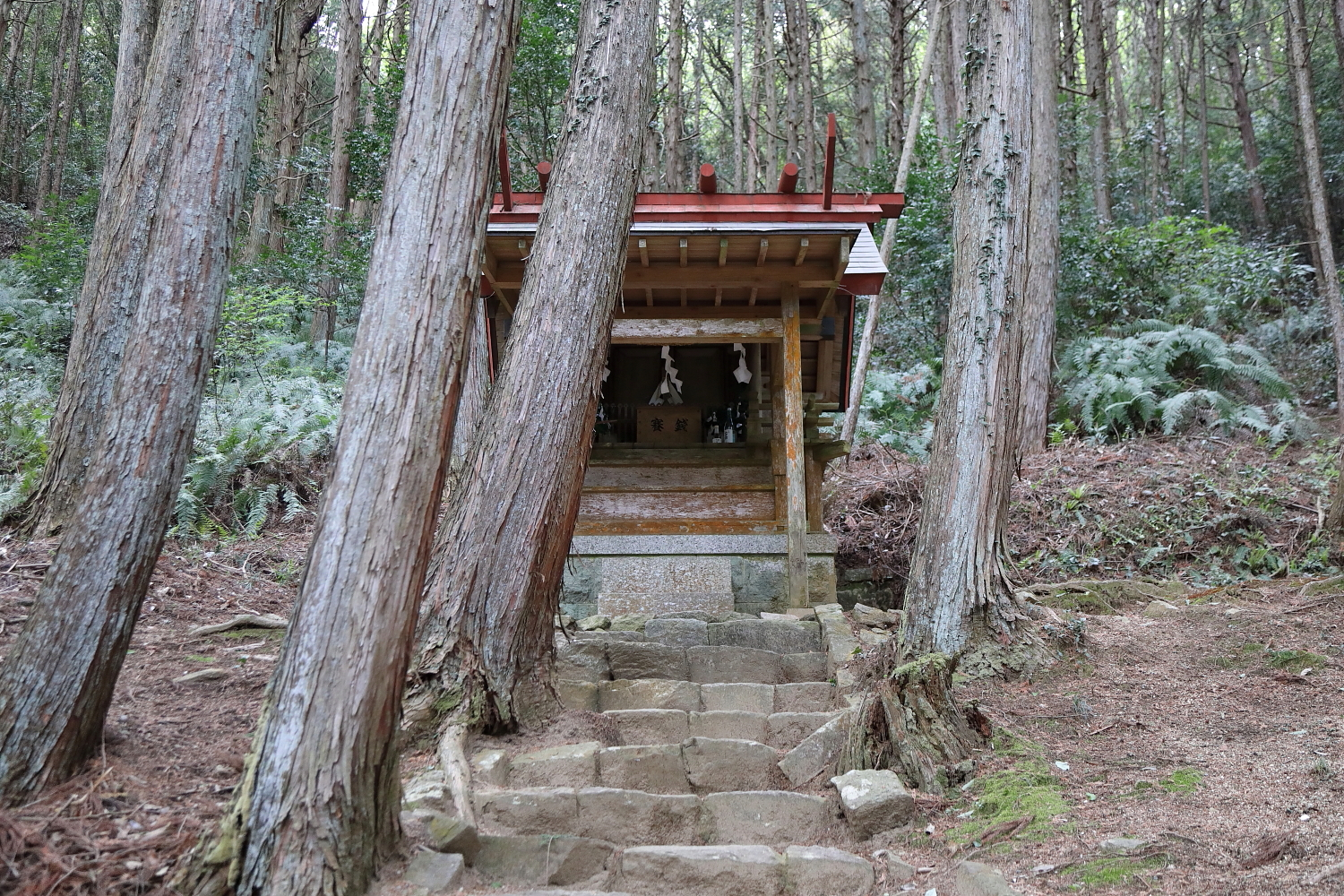
広沢天神社 （2019年（平成31年）4月）
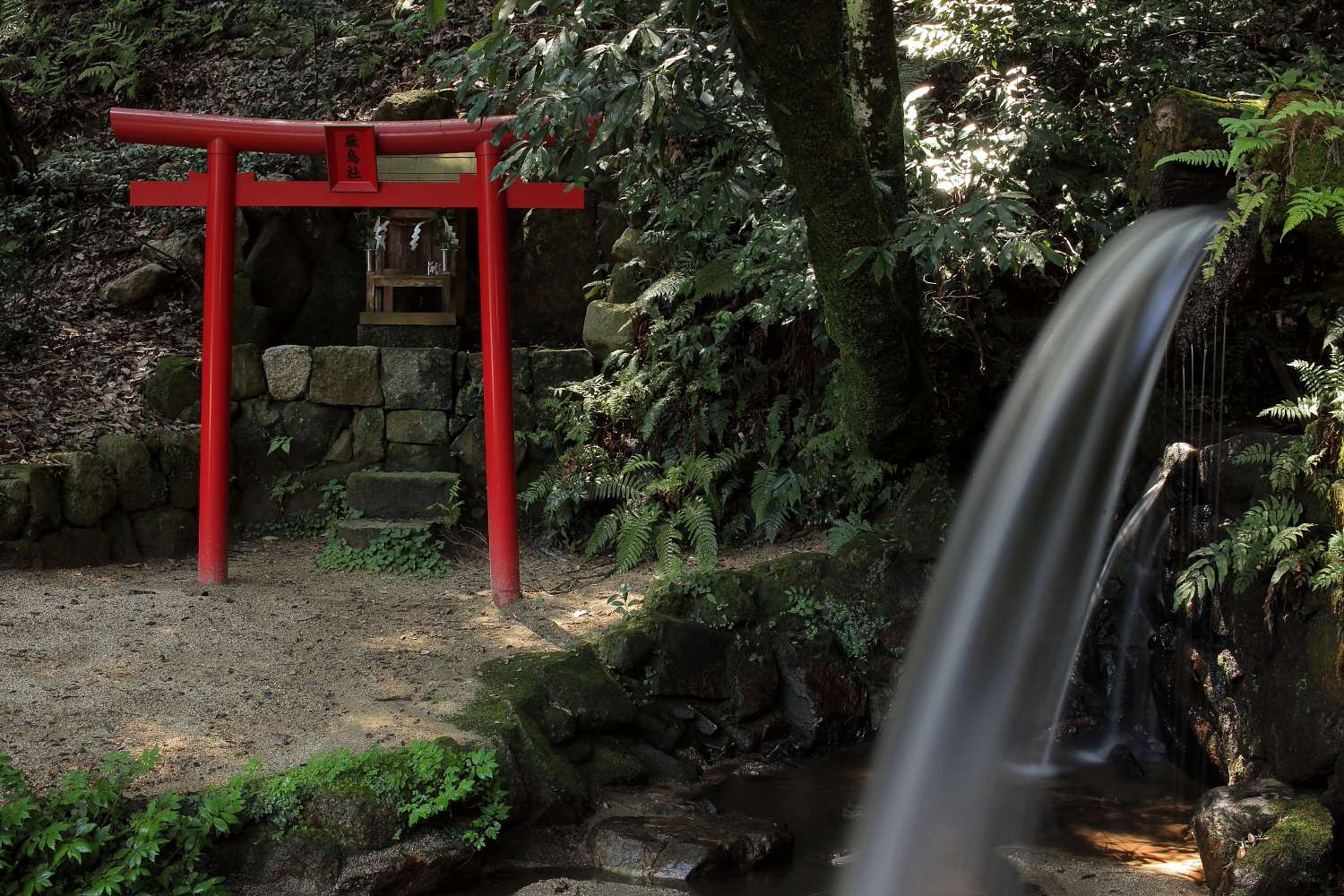
厳島社 （2013年（平成25年）7月）

## 文化財

### 重要文化財（国指定）

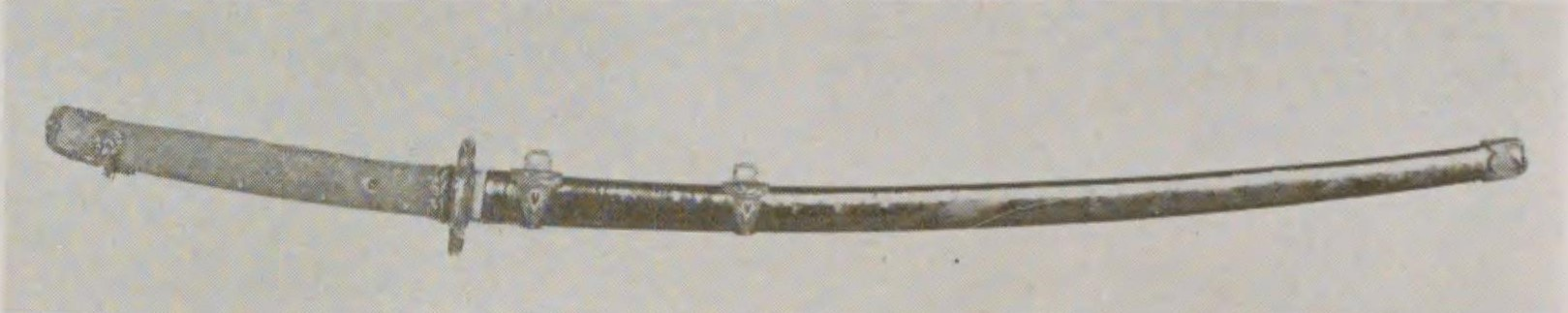
黒漆太刀 刀身無銘

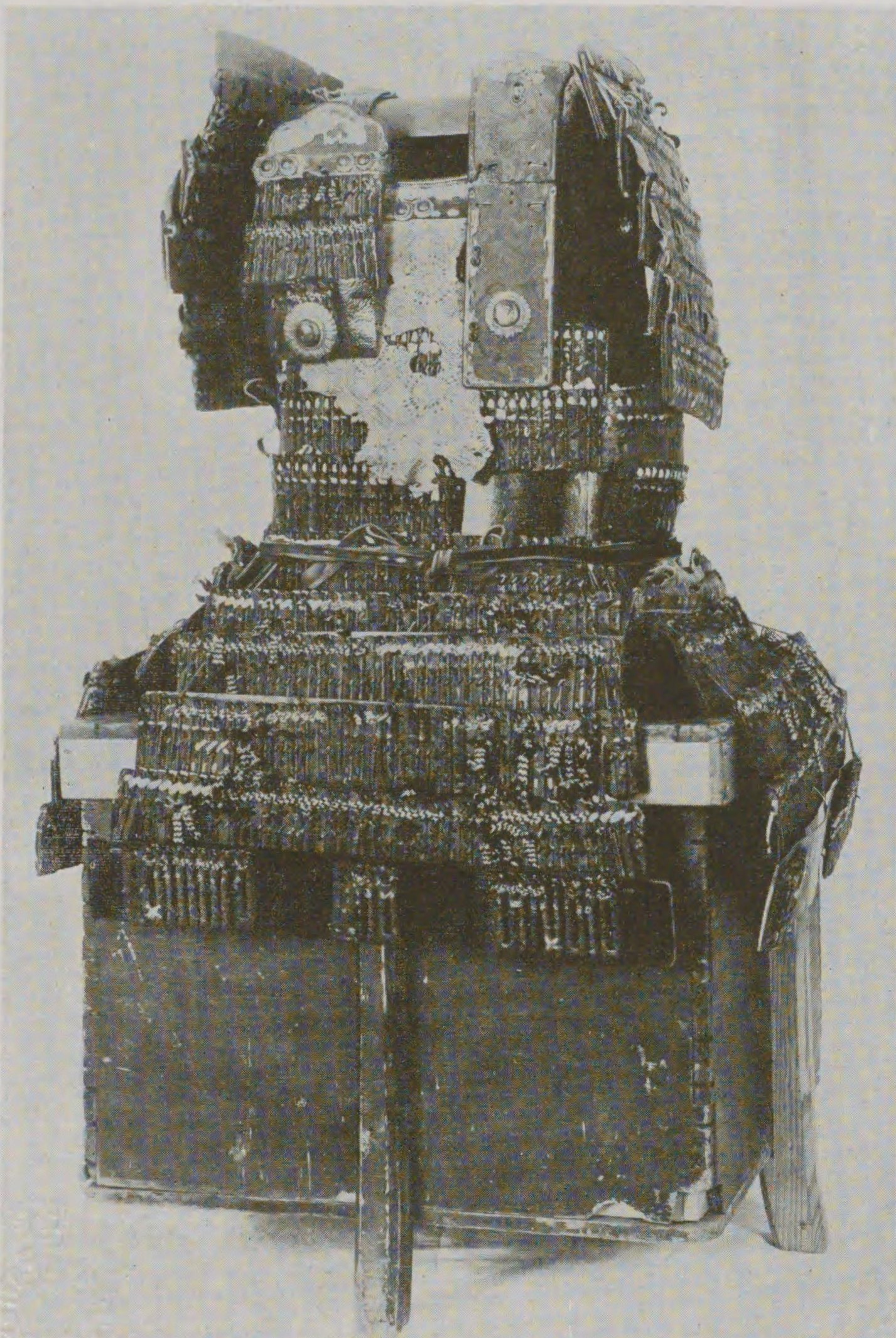
樫鳥糸威鎧 大袖付

- 太刀 銘行安 附:兵庫鎖太刀拵（ひょうごぐさりたちごしらえ）
- 黒漆太刀 刀身無銘
- 樫鳥糸威鎧（かしどりいとおどしよろい）大袖付
- 古文孝経 1帖 建久6年（1195年）奥書
- 本朝文粋 巻第二（1冊）、巻第十三残巻（1巻）、巻第十三残巻（1帖）、巻第十三零巻（1巻）
- 猿投神社漢籍 一括
  - 春秋経伝集解（しゅんじゅうけいでんしっかい）序、隠公第一、桓公第二（1巻）
  - 論語集解 巻第三、第七、第十（3巻） 康安二年（1362年）奥書
  - 論語集解 巻第三（1巻）
  - 論語集解 巻第四（1巻）
  - 史記集解 巻第三十一、第三十三・第三十四、第三十五・第三十六・第三十七・第三十八、第四十（4巻）
  - 帝範 巻上（1巻）
  - 臣軌 巻下（1巻） 元亨四年（1324年）奥書
  - 文選（もんぜん）巻第一（1巻） 弘安五年（1282年）奥書
  - 文選 巻第一（1巻） 正安四年（1302年）奥書
  - 白氏文集（はくしもんじゅう）巻第三（1帖） 貞治二年（1363年）奥書
  - 白氏文集 巻第三（1巻） 貞治四年（1365年）奥書
  - 白氏文集 巻第三（1巻） 貞治六年（1367年）奥書
  - 白氏文集 巻第三（1巻） 観応三年（1352年）奥書
  - 白氏文集 巻第四（1巻） 文和二年（1353年）奥書
  - 白氏文集 巻第四（1巻）

### 愛知県指定有形文化財
- 正一位猿投大明神扁額[1]
- 革製竜頭馬面[1]
- 猿投神社国書[1]
- 猿投神社文書[1]

### 豊田市指定有形文化財
- 木造千手観音立像[1]
- 猿投神社御免富興行資料[1]
- 木造千手観音立像[1]
- 山中観音堂[1]

## 現地情報
所在地
- 愛知県豊田市猿投町大城5

交通アクセス
- 豊田市駅（名鉄三河線）または新豊田駅（愛知環状鉄道・愛知環状鉄道線）から、とよたおいでんバス（藤岡・豊田線（加納経由））で「猿投神社前」バス停下車